# Moustafa El Sirty
Moustafa El Sirty (* 25. Oktober 2001 in Kairo) ist ein ägyptischer Squashspieler.

## Karriere
Moustafa El Sirty begann seine professionelle Karriere im Jahr 2019 und gewann bislang 18 Titel auf der PSA World Tour. Seine höchste Platzierung in der Weltrangliste erreichte er mit Rang 22 am 6. März 2023. Bereits in seiner Zeit bei den Junioren feierte er größere Erfolge. Im Jahr 2019 stand er im Finale der Junioren-Weltmeisterschaft, das er gegen Mostafa Asal mit 10:12, 3:11 und 6:11 verlor.

## Erfolge
- Gewonnene PSA-Titel: 18